# Protagonistas de novela
Protagonistas de novela era un programa de telerrealidad que ha sido realizado en Estados Unidos, Colombia, Venezuela, Chile, México, Brasil y Nicaragua, bajo diferentes nombres, en el que 12 participantes compiten para participar en una telenovela de Telemundo al igual que de otros países y así lograr dos ganadores —una mujer y un hombre— que cumplen el sueño de ser actores. La primera temporada fue realizada en los Estados Unidos, fue presentada por el actor mexicano José Ángel Llamas y por el actor colombiano, Víctor Mallarino en la segunda temporada.

## Jueces
- José Ángel Llamas
- Alfonso Diluca
- Roberto Escobar

## Primera temporada

### Ganadores
- Raúl Arrieta #1
- Millie Ruperto #2

### Otros participantes
- Melvin Cabrera #3
- Sophie Cortina #4
- Maximiliano Alejandro (Max Decker) #5
- Diego Espinosa (Diego Domingo)  #6
- Diana Jaramillo #7
- Mariana Lance #8
- Pedro Moreno #9
- Fabián Rosenthal #10
- Vanessa Soler #11
- Natalia Villaveces #12

## Segunda temporada

### Ganadores
- Michelle Vargas #1
- Erick Elías #2

### Otros participantes
- Jessie Camacho #3
- Alfredo De Quesada #4
- William Levy #5
- Elizabeth Gutiérrez #6
- Claudia Lemos #7
- Roberto Assad #8
- Angélica Celaya *Abandona #9
- Ximena Duque #10
- Christian Carabias #11
- Geronimo Frías #12
- Armando Conway #13
- Ana Alicia Palma #14

## Versiones internacionales
- Protagonistas de novela (Colombia) 2002, 2003 y 2004[2] (RCN Televisión).
- Protagonistas de novela (Venezuela) 2002 (Venevisión).
- Protagonistas de la fama (Chile) 2003
- Estrellas de novela (México) 2003[3]
- Casa dos Artistas - Protagonistas de novela (Brasil) 2004
- Protagonistas de Nuestra Tele (Colombia) 2010, 2012, 2013 y 2017
- Protagonistas, el reality (Estados Unidos) 2012[4]
- Protagonistas del doblaje (Colombia - Venezuela[5] - Chile - Argentina - México - España).

## Emisión internacional

### Norteamérica
- México: Canal 52, Telemundo Internacional

### Sudamérica
- Uruguay: VTV
- Paraguay: Unicanal
- Ecuador: TV Cable
- Venezuela: Venevisión

## Enlaces
- Protagonistas en IMDb

- Datos: Q7251154